# Academia Militar de la Aviación Bolivariana
La Academia Militar de la Aviación Bolivariana (AMAB), es un centro de formación militar superior de Venezuela, cuya sede está ubicada en Maracay, estado Aragua, y es una de las doce academias que integran la Universidad Militar Bolivariana de Venezuela (UMBV). La Academia Militar de la Aviación Bolivariana, es la principal academia del componente de la Aviación Militar Bolivariana de la Fuerza Armada Nacional Bolivariana (FANB), dentro de la UMBV. Fue conocida anteriormente como Escuela de Aviación Militar de Venezuela y es la encargada de formar y capacitar profesionales militares (Oficiales de Comando).

## Reseña histórica
El 17 de abril de 1920 el entonces Presidente Provisional Victoriano Márquez Bustillos, por decreto N.º 127, crea la Escuela de Aviación Militar, con el fin de entrenar los futuros pilotos del Ejército Nacional. El 10 de diciembre de 1920 fue inaugurada en la ciudad de Maracay, en lo que se conoce actualmente como la Base Aragua, allí comenzaron las actividades de este instituto de formación de oficiales de la Aviación Militar Bolivariana.  El acto de instalación fue presidido por el Coronel David López Henríquez, en un acto oficial en el cual se declaró instalada la Escuela de Aviación Militar Venezolana. Al día siguiente, se inician los entrenamientos, y el día 19 se realizó en Venezuela el primer vuelo de entrenamiento, con naves modelo biplano de marca Caudron G. III. El primer director de la Escuela de Aviación Militar fue el coronel David López Henríquez, quien tenía como ayudante al capitán Alejandro Fernández Ortiz. Formaban parte del personal de instrucción los aviadores franceses Robert Petit, Ludovit Poget y Luis Tollin. Sus primeros alumnos fueron: Ovidio Díaz, Julio Fortoul, Alfredo García, Francisco Leonardi, Juan Lucero, Amador Nieto, Jesús Paúl, Luis Roblón, Elías Sayago, Antonio Villegas y Juan Yépez. Posteriormente se realizó un proyecto de mejoramiento y tecnificación de las Fuerzas Armadas Nacionales, por lo que se contrataron los servicios de la Fuerza Aérea Francesa, posteriormente en 1922, se crea la Base Escuela de la Aviación Marítima de Punta Palmita, como núcleo agregado.
La Junta Militar de Gobierno de 1945 decretaría luego a la aviación militar como rama independiente a través del decreto N°349, de fecha 22 de junio de 1946, mediante el cual se creaban las Fuerzas Aéreas Venezolanas como cuarto componente de las Fuerzas Armadas. En esa fecha la Escuela de Aviación Militar se desvinculó del Ejército, alcanzando el rango de Fuerza Aérea, con su propia Comandancia y mandos específicos.
En 1960 la escuela fue trasladada a la Base aérea “Mariscal Sucre” en Boca de Río y el primero de marzo de 1974, por decreto del entonces Presidente de la República, Rafael Caldera, se creó un conjunto residencial para el personal de planta de los cadetes, el cual está ubicado en los edificios que se encuentran cerca de esa misma Base de Boca de Río. En octubre de 1978, la Escuela de Aviación Militar recibió las primeras mujeres, un total de cuarenta mujeres, pasando a ser la segunda institución de su clase en el mundo que incorpora mujeres en la actividad académica, con el fin de capacitarlas como oficiales activas.
El 3 de septiembre de 2010 el entonces presidente Hugo Chávez firma el Decreto Presidencial N° 7.662, publicado en Gaceta Oficial de la República Bolivariana de Venezuela N° 379.228, de fecha viernes 3 de septiembre de 2010, donde se establece la creación de la Universidad Militar Bolivariana de Venezuela (UMBV), con la intención de unificar todas las instituciones de educación superior de carácter militar de Venezuela, incluyendo las cuatro principales academias y escuelas de los cuatro componentes que integran la Fuerza Armada Nacional, en ese decreto la Escuela de Aviación Militar de Venezuela, empieza a formar parte de la UMBV, y se establece el cambio de nombre, dejando de llamarse Escuela de Aviación Militar de Venezuela, para llamarse Academia Militar de la Aviación Bolivariana (AMAB).

## Institución
Se caracteriza por la formación militar de cadetes durante 4 años , ofrece la carrera de Ciencias y Artes Militares Opción Aeronáutica. Los cadetes egresan como oficiales de la Fuerza Armada Nacional Bolivariana (FANB), con el grado de teniente y el título de Licenciado en Ciencias y Artes Militares Opción Aeronáutica. En la misma se cursan las menciones de: Operaciones Aéreas (Piloto Militar), Logística, Defensa Aérea, Inteligencia y Administración, enmarcando las necesidades del componente.

### Dirección
Actualmente la academia es dirigida por el General de Brigada José Freitas Gomez, y el Coronel Ronald Rolando Gonzalez Ortega,  quien funge como Comandante de Grupo de Cadetes.

### Deportes
La institución ofrece la práctica los siguientes deportes individuales y por equipos con sus respectivos clubes conformados:  béisbol, fútbol, voleibol, baloncesto, tenis de mesa, equitación, lucha libre, sófbol, natación, ajedrez, fútbol sala, maratón, esgrima, gimnasia, atletismo, triatlón, artes marciales, aeróbicos y tiro al blanco.

### Extensión cultural
La Academia dentro de sus instalaciones ofrece los siguientes grupos, cursos y actividades: orfeón, estudiantina, cine, grupo criollo, grupo de gaita, pintura y ártes gráficas.

### Servicios
La Institución ofrece Biblioteca, comedor, cafetín, librería, proveeduría estudiantil, laboratorio de informática, correo electrónico, Internet, transporte, seguro estudiantil, residencia femenina, residencia masculina, servicio médico-odontológico, programas de mejoramiento académico-pedagógico, servicios a la comunidad, y beca salario.

## Cadetes de la AMAB

### Jerarquías de los Cadetes de la Academia Militar
La jerarquía de los cadetes de la AMAB se basa en una serie de requisitos como son el tiempo, las capacidades y los logros individuales del cadete. La categoría de cadete se adquiere una vez que los aspirantes aprueban un trayecto denominado "periodo de pruebas", el cual en caso de reprobar no son admitidos en la academia. Las jerarquías varían según el año que cursa el cadete, y las distinciones varían según el año y los méritos. Estas distinciones van desde distinguido, pasando por brigadier y Alférez hasta llegar a Alférez mayor, sin embargo esta jerarquización no es general, si no que está limitada para los mejores en sus respectivas promociones, escuadrillas y secciones.
A continuación se describe la jerarquización y la simbología de los grados de los cadetes de la AMAB:
- Un (01) Alférez Mayor.
- Un (01) Alférez auxiliar por cada Escuadrilla.
- Un (01) Brigadier Mayor.
- Un (01) Primer Brigadier por cada Escuadrilla.
- Un (01) Segundo Brigadier por cada Sección de Escuadrilla.
- Un (01) Brigadier por cada Patrulla de Cadetes.
- Un (02) Distinguidos por cada sección académica de los cursos de primero y segundo año.

## Libreta de Cantos

### Himno de la AMAB
Himno de la Academia Militar de la Aviación Bolivariana

Letra: Ernesto Luis Rodríguez

Música: Inocente Carreño

CORO
En ti somos el alma vibrante

De la heroica Aviación Militar

Y ante el mundo con recio coraje

Tus cadetes honrarte sabrán.

I
Jubiloso crisol de esperanza

Disciplina, prestigio y saber

Tú levantas la luz de tus alas

Como un árbol que va a florecer.

II
Su enseñanza nos dicta el ejemplo

De servirle al país con honor

Y contiguo en el curso del cielo

Siempre digna será nuestra acción.

III
Somos lucha, firmeza y constancia

Que fecunda tu acento marcial

Y estaremos a flor de patria

Defendiendo su tierra y su mar.

### Decálogo de Honor
1. Seré honesto en todos mis actos y diré siempre la verdad.
2. Respetaré los valores patrios y mi comportamiento será siempre digno de la memoria de nuestros libertadores.
3. Cultivaré y practicaré permanentemente las virtudes morales y las buenas costumbres.
4. Las evaluaciones de mis conocimientos serán siempre el resultado de mis esfuerzos, no pediré, aceptaré, ni daré sin autorización ningún tipo de ayuda que pueda desvirtuar el espíritu de las evaluaciones.
5. Seré fiel cuidador y vigilante del armamento, vestuario y demás equipos que la nación haya puesto a disposición de la Aviación Militar Bolivariana.
6. Seré estrictamente cuidadoso de no tomar o pretender lo que no me pertenezca o corresponda.
7. No maltrataré vejaré u ofenderé ni de palabra ni de hechos a ninguno de mis compañeros o subalternos.
8. No cometeré ningún acto vicioso que atente contra los reglamentos de la escuela o las leyes vigentes de mi país.
9. La jerarquización militar y la subordinación son el basamento de nuestra institución por lo tanto las acepto y respeto irrestrictamente,  jamás atentaré contra ellas o contra el respeto que debo a mis superiores.
10. Cuando este fuera del instituto seré celoso de no cometer ningún acto reprochable que desdiga del buen nombre de la escuela o que contravenga alguna disposición legal que como ciudadano deba cumplir.